# Alster (Duitsland)
De Alster is een 56 km lange rechtse zijrivier van de Elbe in de Duitse deelstaten Sleeswijk-Holstein en Hamburg. Het bekendste deel is het Alstermeer, gesplitst in de Binnen- en Buitenalster in de Hamburgse binnenstad.

## Loop

### Boven-Alster
De bron bevindt zich ten noorden van de plaats Henstedt-Rhen in de gemeente Henstedt-Ulzburg. De sterk meanderende loop gaat eerst in noordelijke en na een paar honderd meter in oostelijke richting. Voorbij Wakendorf II en de monding van de Rönne stroomt de Alster hoofdzakelijk in zuidelijke richting en passeert de gemeenten Bargfeld-Stegen, Kayhude (waar de Alsterwandelroute begint) en Tangstedt-Rade.
Het dal van de Boven-Alster is eigenlijk een restant van een verland gletsjermeer uit de Weichsel-ijstijd. Tijdens de 15e eeuw werd de Boven-Alster gekanaliseerd voor de bouw van het Alster-Travekanaal.
Kort na het Wulksfeldersluis bereikt de Alster het grondgebied Hamburg, meer bepaald de stadsdelen Duvenstedt en Wohldorf-Ohlstedt. Bij de Wohldorfersluis mondt de Ammersbek uit. De rivier meandert verder door het eindmorenenlandschap. Tot de Mellinburgersluis in Lemsahl-Millingstedt zijn er meerdere kleine natuurreservaten. In Poppenbüttel vervangt een stuw de oude sluis. De Alster stroomt voorbij het landgoed Wellingsbüttel en bereikt de stuw van Ohlsdorf, de laatste voor de Buitenalster.

### Streek

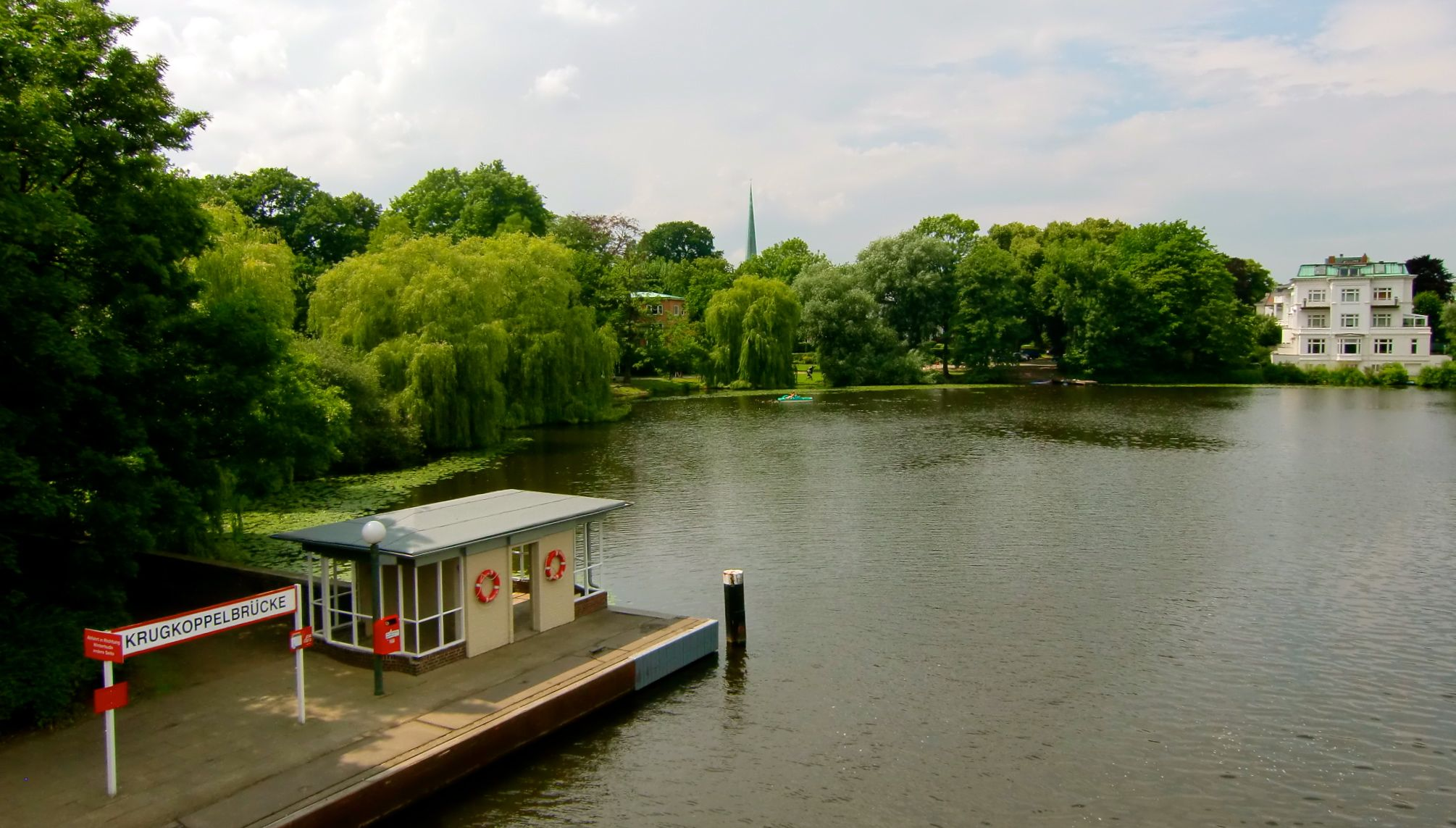
Alster ten noorden van de Krugkoppelbrücke

Het tracé van Ohlsdorf tot de Buitenalster, dat kunstmatig is, wordt Streek genoemd. De oude bedding is nog herkenbaar in het Ringkanaal, Brabandkanaal en Leinpfadkanaal. In Eppendorf mondt de Tarpenbek uit en in Harvestehude het Isebekkanaal. Na de Krugkoppelbrug begint de Buitenalster.

### Alstermeer

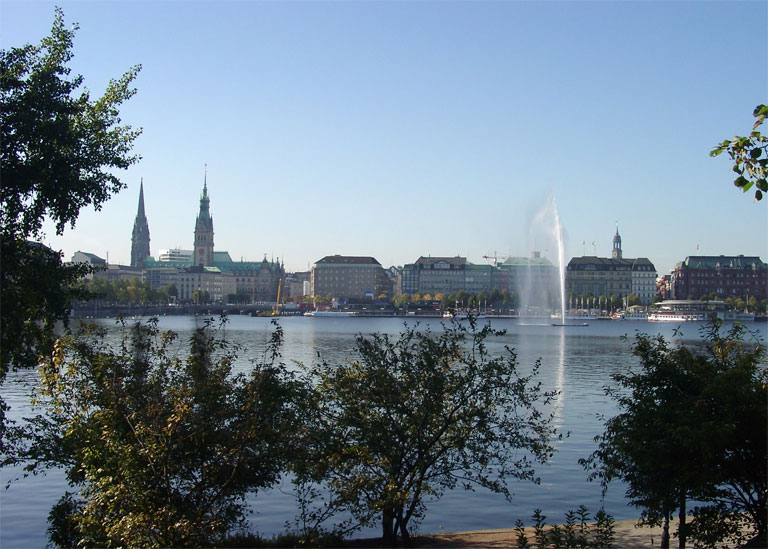
Binnenalster naar Jungfernstieg

Het Alstermeer is ontstaan in 1190 toen graaf Adolf III van Schaumburg en Holstein besloot tot opstuwing van de Alster met een stuwdam om als molenvijver voor de aandrijving van een grote korenmolen te dienen. De onbewoonde Alsterweiden werden daarbij onder water gezet. Deze dam werd Reesedamm genoemd naar een latere pachter van de molen. Met verdere uitbreidingen is daaruit dan de Jungfernstieg ontstaan. Tussen 1616 en 1625 werd door de aanleg van de stadswallen het meer in een Binnen- en een Buitenalster gesplitst. Op die overgang diende een drijvende, met kettingen vastgelegde boomstam als versperring onder de houten brug. Later kwamen hier de Lombardsbrug en in 1953 de Nieuwe Lombardbrug (inmiddels omgedoopt tot Kennedybrug) tot stand.

### Kleine Alster

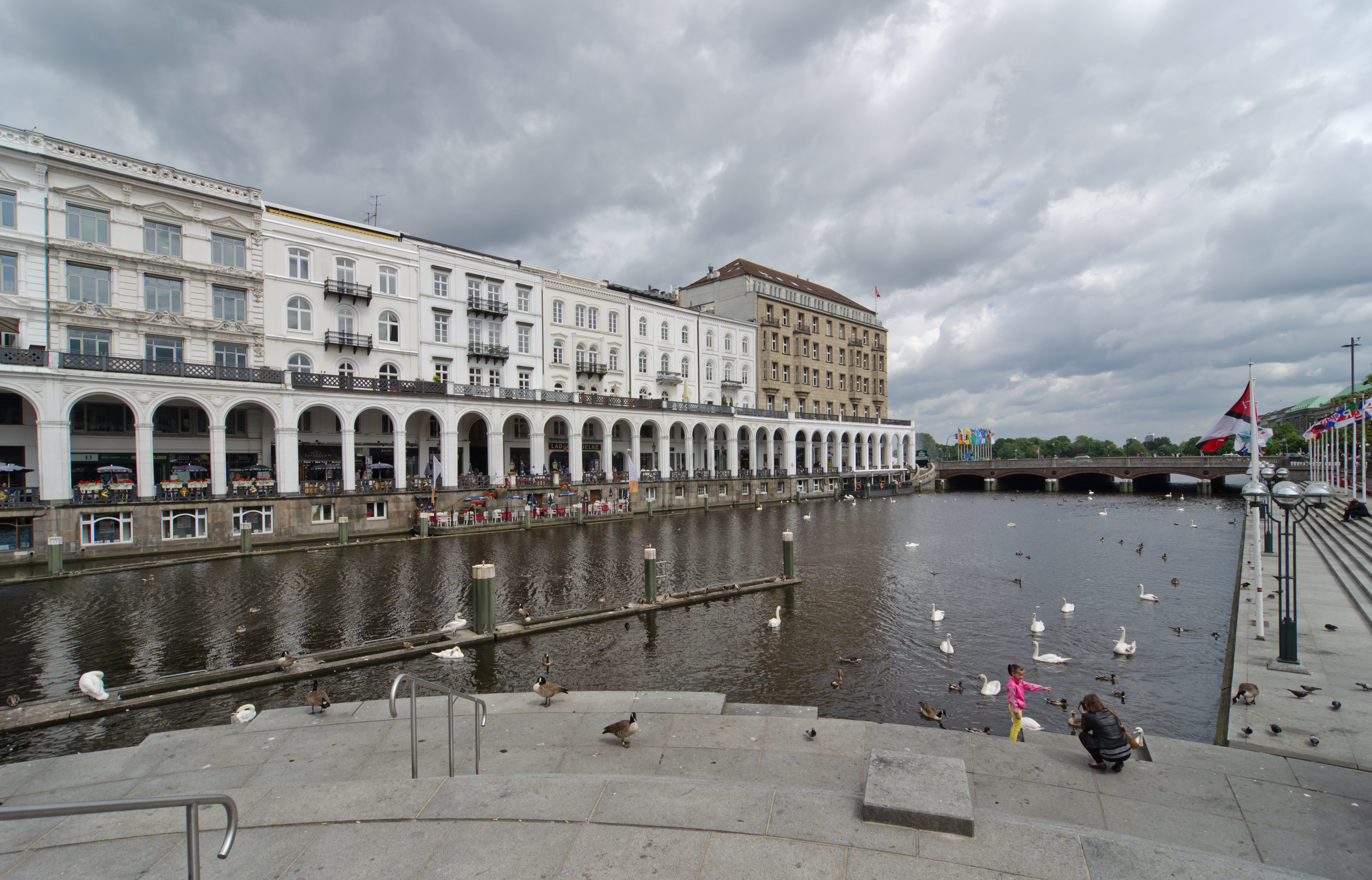
Kleine Alster met Alsterarkaden

De Kleine Alster is wat nog rest van de rivier in de binnenstad: een 200 m lang en 40 m breed stuk dat de Binnenalster verbindt met de Alsterfleet. Aan de ene zijde bevinden zich de Alsterarkaden, aan de andere de Reesendamm die met een brede trap afdaalt tot de oeverpromenade, waar een aanlegplaats is en de mensen de Alsterzwanen kunnen voeren. Het bekende stadszicht van de Kleine Alster met de Rathausplatz en het stadhuis is een ensemble dat na de grote brand van 1842 werd gerealiseerd door de architect Alexis de Chateauneuf.

### Alsterfleet
De Alsterfleet is het laatste deel van de Alster dat begint aan de Schleusenbrücke en in de binnenhaven aan het Steinhöft uitmondt. Ook voert rechts een zijkanaal naar de Bleichenfleet en Herrengrabenfleet, die bij Baumwall in de Elbe uitmondt. Links takt de Mönkedammfleet af die verder Nicolaifleet heet en eveneens in de binnenhaven uitmondt. Dit was oorspronkelijk de hoofdmonding.
De Schaartorschleuse moet bij hoogwaterstand in de Elbe de binnenstad beschermen tegen overstroming via de Alsterbedding. Om in die gevallen de Alster toch te kunnen ontwateren is voorzien in een krachtige pompinstallatie.
Door de lage doorvaarthoogte kunnen slechts kleine sportboten en kano's doorvaren naar de Elbe.
- Gemeinsame Normdatei: 4001368-6
- Virtual International Authority File: 234559916